# 가사누이촌 (시가현)
가사누이촌(笠縫村)은 일본 시가현 구리타군에 설치되었던 촌이다. 현재의 구사쓰시 중심부의 북서쪽에 해당한다.